# スワンソンの法則

スワンソンの法則。太陽光発電の学習曲線。

スワンソンの法則（スワンソンのほうそく、英: Swanson's law）は、太陽光発電モジュールの価格は累積出荷量が2倍になるごとに20%下がる傾向があるという観測である。現在の変化量では、10年ごとに75%下がる。この名はソーラーパネルメーカー・SunPower社の創業者リチャード・スワンソンにちなむ。
この法則はプロセッサの計算能力の増大を予測するムーアの法則と比較される。結晶シリコン太陽電池の価格は1977年の76.67米ドル/ワットから2014年の0.36米ドル/ワットまで下がった。時間に対してモジュール価格 ($/Wp) をプロットすると、年10%の減少を示す。
「スワンソンの法則」という用語は2012年末にエコノミスト誌に掲載された記事に由来するようである。スワンソンがこれを観測した最初の人ではないという点においてこれは誤った名称である。スワンソンにより使われる手法は一般的には「学習曲線分析」または「経験曲線分析」とよばれる。この手法は1930年代半ばに開発され、航空産業に適用され、1990年代半ばに初めて太陽光発電産業に広く適用されるようになった。